# Virgilio Botella Pastor
Virgilio Botella Pastor (Alcoy, Alicante, 1906-Gijón, Asturias, 30 de diciembre de 1996) fue un político y un escritor español que estuvo exiliado en México.

## Biografía

### Infancia y juventud
El 27 de octubre de 1906 nace en Alcoy (Alicante) Virgilio Botella Pastor, hijo del político republicano Juan Botella Asensi. Una vez finalizada la primera enseñanza en este pueblo alicantino (1916-1926), Virgilio se traslada con su familia a Madrid, ciudad en la que cursa el bachillerato en el Instituto de San Isidro. Licenciado en Derecho, ingresa en el Cuerpo de Intendencia de la Armada y se traslada a Cartagena. En 1928 embarca como teniente de Intendencia en el cañonero Bonifaz, barco en el que permanecerá ciento treinta y seis días en el mar. Dos años más tarde asciende a capitán. 

### Segunda República y Guerra Civil
En los años de la República trabaja como jefe de Administración en el Cuerpo de Intendencia de Marina y, mientras Juan Botella Asensi es ministro de Justicia, dirige el bufete (1933-1935) que, junto con Álvaro de Albornoz, tiene su padre en Madrid. En 1932 por concurso entre jefes y oficiales de la Armada ingresa en el cuerpo de Intervención Civil de la Marina como jefe de administración. En febrero de 1937 y por encargo de Juan Negrín asiste, como representante de España, a una conferencia dedicada a sanear la situación económica de la zona internacional de Tánger. Ese mismo año es nombrado secretario de embajada de primera clase y acude como secretario general adjunto de la Delegación Española a la Asamblea de la Sociedad de Naciones, en Ginebra. Durante 1938 se le destina al Consulado de Tánger, donde realiza una serie de misiones secretas, para posteriormente prestar servicio como capitán de intendencia en la Base Naval de Roses. 

### Exilio
A principios de 1939 cruza la frontera con Francia y en mayo de ese mismo año parte en el Saint-Nazaire hacia México, país en el que permanece hasta que se reconstituyen las instituciones de la República española en el exilio, en agosto de 1945. Allí ejerce de vendedor de productos químicos, impresor, jefe de créditos de una financiera creada por organismos de ayuda a la emigración española, y gerente administrativo de una nueva e importante empresa textil, de la que planea y establece su organización administrativa. Durante este período de su vida, 1939-1945, aprovecha su convalecencia de una larga enfermedad, la hemoptisis, para iniciar la escritura de su saga narrativa sobre la guerra y el exilio. Nombrado por el presidente del Gobierno, José A. Giral, jefe de los Servicios Administrativos del Gobierno republicano en el exilio, se traslada a París en 1946. En la sede del Gobierno, en 35 Avenue Foch, gestiona durante diez años toda la actividad económica de aquel.
En 1953, año de publicación de su primera novela, Porque callaron las campanas. Novela de la guerra (México, Ed. Libertad, 1953), se le nombra ministro plenipotenciario encargado de mantener la relación del Gobierno republicano con el Quai d’Orsay. En 1956 ingresa en la UNESCO como funcionario internacional, mediante concurso, y cesa en el Gobierno republicano. A partir de entonces compagina su labor novelística con sus tareas en este organismo y en la Interpol como traductor. En 1959 publica Así cayeron los dados. Primera novela de la huida. (París, Imp. des Gondoles, 1959) y en 1963 Encrucijadas. Segunda novela de la huida. (París, Imp. des Gondoles, 1963). Cuatro años más tarde se le jubila en la UNESCO como funcionario permanente, aunque continúa vinculado a ella como freelance, y publica Tal vez mañana. Novela del destierro en México (París, Imp. des Gondoles, 1967). 

### Últimos años
En 1976 regresa temporalmente a España, país en el que, a partir de entonces, reside varios meses al año. Dos años después publica Tiempo de sombras. Primera novela del exilio y la II Guerra Mundial (Barcelona, Argos-Vergara, 1976) y cesa ya con carácter definitivo su trabajo en la UNESCO. En 1979, sale a la luz El camino de la victoria. Segunda novela del exilio y la II Guerra Mundial (Barcelona, Argos-Vergara, 1979).
En 1985 establece su residencia definitiva en España, primero en Madrid y un año después en Gijón, en compañía de su segunda esposa, Dolores Fernández. Un año más tarde edita su novela Todas las horas hieren . Tercera novela del exilio y la II Guerra Mundial (Alicante, Instituto de Estudios Juan Gil-Albert, 1986) y en 1988 La gran ilusión (Barcelona, Anthropos, col. Memoria Rota, 1988). En la capital asturiana fallece el 30 de diciembre de 1996.